# Египетски пазар
Пазарът на подправките (на турски: Mısır Çarşısı, което означава „Египетски базар“) в Истанбул, Турция е един от най-големите базари в града. Разположен в квартал Eминьоню на район Фатих, той е най-известният закрит търговски комплекс след Капалъчаршъ.

## История
Има няколко документа, които сочат, че името на чаршията първо е „Нова чаршия“. Тогава получава името си „Египетски базар“ (Mısır Çarşısı), защото е построен с приходите от османския еялет на Египет през 1660 г. Думата mısır има двойно значение на турски: „Египет“ и „царевица“. Ето защо понякога името погрешно се превежда като „Царевичен базар“. Базарът беше (и все още е) центърът за търговия с подправки в Истанбул, но през последните години магазини от друг тип постепенно изместват продавачите на подправки.
Самата сграда е част от кюлийе (комплекс) на Новата джамия. Приходите от наетите дюкяни в сградата на чаршията се използвали за поддържане на джамията.
Сградата е проектирана от придворния архитект Коджа Касъм Ага, но строителните работи започват под надзора на друг придворен архитект, Мустафа Ага, през последните месеци на 1660 г.; след Големия пожар в Истанбул от 1660 г., който започва на 24 юли 1660 г. и продължил малко повече от два дни (около 49 часа, според хрониките на Абди паша), унищожава много квартали в града. След пожара в града започва голямо възстановяване и преустройство, което включва възобновяване на строителните работи на Новата джамия през 1660 г. (спряно между 1603 и 1660 г., строителството на джамията в крайна сметка е завършено между 1660 и 1665 г.) и началото на изграждането на базара на подправките през същата година (всички сгради в Новата джамия кюлийе, включително базара на подправките, са поръчани от Турхан султан, Валиде султан на Мехмед IV.

## Днес
Пазарът за подправки има общо 85 магазина за продажба на подправки, локум и други сладкиши, бижута, сувенири, сушени плодове и ядки.